# Moonblood
Moonblood est un groupe de black metal allemand, originaire de Schneeberg, dans le land de Saxe. Le groupe se forme en 1993, et se sépare dix ans plus tard en 2003.

## Biographie
Le groupe est formé au printemps 1993 à Schneeberg, en Allemagne, sous le nom de Demoniac, par Occulta Mors. Pendant le mois d'octobre, Gaamalzagoth rejoint la formation. Il enregistrent sous ce nom deux démos sans titres. Les membres enregistrent leur première démo officielle et décident par la suite de changer le nom du groupe pour Moonblood. Durant leur carrière, le groupe enregistre de très nombreuses démos et splits CD avec d'autres groupes de black metal, mais n'ont enregistrés que deux véritables albums. En 2003, le groupe publie son dernier album studio, Dusk Woerot, au label Ataud Y Muerte Syndicate.

## Style musical
Blood Moon est considéré comme un groupe de black metal occulte. Il s'inspire de la seconde vague du black metal norvégien, en particulier Darkthrone, et devient le pilier de la scène allemande.

## Membres
- Gaamalzagoth (anciennement Black Soul) - chant
- Tino « Occulta Mors » Mothes - tous les instruments

## Discographie

### Albums studio
- 1997 : Blut und Krieg
- 2000 : Taste Our German Steel
- 2015 : Ensom Skogen / Forgotten Spell / Moonblood - Flammenwut / Aesthetics Of The Necromantic Manifestation / The Unholy

### Splits et EP
- 1996 : Split EP avec Nema
- 1998 : Split EP avec Asakku
- 1998 : Split avec Evil
- 1999 : Split EP avec Inferno
- 2000 : Moonblood EP
- 2000 : Split avec Deathspell Omega (Sob A Lua Do Bode/Demoniac Vengeance)
- 2001 : Split EP avec Katharsis

### Démos
- 1994 : Moonblood
- 1994 : Rehearsal 1 - My Evil Soul
- 1994 : Rehearsal 2 - The Evil Rules
- 1994 : Nosferatu
- 1995 : Rehearsal 3 - Frozen Tears of a Vampire
- 1995 : The Winter Falls over the Land
- 1995 : Rehearsal 4 - The Eyes of the Forests
- 1995 : Rehearsal 5 - Under the Cold Moon
- 1995 : Siegfried (Die Sage vom Helden)
- 1996 : Rehearsal 6
- 1996 : Rehearsal 7
- 1996 : Rehearsal 8 - Conquering The Ravenland
- 1996 : Rehearsal 9 - Unpure Desires of Diabolical Lust
- 1997 : Rehearsal 10
- 1997 : Rehearsal 11 - Worshippers of the Grim Sepulchral Moon
- 1998 : Rehearsal 12
- 2003 : Dusk Woerot